# Leonardo (EU)
Leonardo da Vinci (kurz Leonardo) ist ein Programm der EU-Kommission zur Förderung der Aus- und Weiterbildung, insbesondere der grenzüberschreitenden beruflichen Bildung. Dabei werden die Projekte nicht von der EU selbst organisiert, sondern von Institutionen oder Organisationen in den einzelnen Ländern. In Deutschland ist der dafür zuständige Träger die Nationale Agentur Bildung für Europa beim Bundesinstitut für Berufsbildung (NA beim BiBB), in Österreich die Nationalagentur Lebenslanges Lernen.
Das Leonardo-Programm ist (neben Comenius für Schule und Kindergarten, Erasmus für Hochschulen und Grundtvig für allgemeine Erwachsenenbildung) eines von vier Hauptprogrammen des EU-Programms für lebenslanges Lernen. All diese Programme werden zusammen mit anderen EU-Austauschprogrammen seit 2014 unter dem Namen Erasmus+ fortgeführt.

## Geschichte
Ins Leben gerufen wurde das Programm 1995 zur Entwicklung von Pilotmaßnahmen und innovativen Aktionen im Bereich der Berufsbildung in den EU-Mitgliedstaaten. Schon 1998 geriet jedoch das Programm durch die Untersuchungen des Whistleblowers Paul van Buitenen ins Zwielicht.
In einer zweiten Programmphase (Leonardo II 2000–2006) standen die Verbesserung der Fertigkeiten und Beschäftigungsaussichten insbesondere von jungen Menschen durch berufliche Weiterbildung im Vordergrund. Von den im Rahmen dieser wesentlich breiter angelegten Programmphase finanzierten 21.000 Projekten entfiel der überwiegende Teil (über 19.000) auf Mobilitätsprojekte mit insgesamt 367.000 Praktikumsaufenthalten von Einzelpersonen. Der Haushalt hatte ein Volumen von 1,45 Milliarden Euro.
Eine überwiegend positive Evaluation der Phase II ergab einige Schwachpunkte. So wurde festgestellt, dass der berufliche Austausch über den persönlichen Nutzen der beteiligten Personen hinaus wenig greifbare Transfereffekte und Ergebnisse lieferte, u. a. wegen der geringen Einbindung der Sozialpartner, dass die unmittelbare transnationale Kommunikation zwischen den beteiligten Partnereinrichtungen meist schwach blieb und dass die als Folge des Skandals von 1998 effektivierte Verwaltung und Budgetkontrolle sich als zu rigide und unflexibel erwiesen hatten.
2007 wurde ein neues Programm aufgelegt, das bis 2013 lief.

## Ziele und Zielgruppen
Zielgruppen des Programms sind:
- Ausbilder an berufsbildenden Einrichtungen und in Unternehmen
- Auszubildende, die sich in der Erstausbildung für einen berufsqualifizierenden Abschluss befinden
- Studierende, sofern ihre Studienordnung ein Betriebspraktikum vorsieht
- Junge Arbeitnehmer, die gerade eine Berufsausbildung oder ein Studium abgeschlossen haben (bis zu einem Jahr nach Abschluss). Statt abgeschlossener Ausbildung reichen auch zwei Jahre Berufserfahrung. Auch Arbeitslose, die diese Kriterien erfüllen, können an Projekten teilnehmen.

Auch Sozialpartner, Verbände und Kammern können an Projekten partizipieren.
Die Teilnahme ist nicht an die deutsche Staatsbürgerschaft oder die EU-Bürgerschaft gebunden. Es reicht aus, seinen ständigen Wohnsitz in Deutschland (oder einem anderen EU-Land) zu haben.
Gefördert werden grenzüberschreitende Projekte und Partnerschaften zwischen mindestens drei Ländern, die den Austausch von Ausbildern, Azubis, Studierenden und jungen Arbeitnehmern (bzw. jungen Arbeitslosen) zum Zweck der Berufsbildung organisieren, z. B. Praktika bzw. berufliche Ausbildungen bei Unternehmen oder Bildungsinstitutionen im weitesten Sinne. Daneben werden auch andere Maßnahmen unterstützt, z. B. Forschungsprojekte, die Entwicklung und der internationale Transfer von Lehr- und Lernmaterialien, grenzüberschreitende Themennetzwerke oder vorbereitende Besuche zur Anbahnung von internationalen Kooperationen.

## Anträge
Anträge müssen über die Nationalen Agenturen – in Deutschland über die Nationale Agentur Bildung für Europa beim BiBB – gestellt werden. Die jeweiligen Partner sind vorzugsweise aus den Ländern des Europäischen Wirtschaftsraums (EWR) – also aus den EU-Ländern plus Island, Liechtenstein, Norwegen – und den der EU assoziierten Staaten zu wählen.
Privatpersonen – auch Arbeitslose –, die individuelle Auslandsaufenthalte organisieren wollen, müssen sich bei den nationalen Einrichtungen der beruflichen Bildung bewerben. Das BiBB stellt dafür eine Suchfunktion im Internet zur Verfügung.